# Gurgesiella atlantica
Gurgesiella atlantica es una especie de pez de la familia de los Rajidae en el orden de los Rajiformes.

## Morfología
Los machos pueden llegar a alcanzar los 50 cm de longitud total.

## Reproducción
Es ovíparo y las hembras ponen huevos envueltos en una cápsula córnea.

## Hábitat
Es un pez marino y de aguas profundas que vive entre 374-480 m de profundidad.

## Distribución geográfica
Se encuentra en el Océano Atlántico occidental: desde el Mar Caribe hasta el Brasil.

## Observaciones
Es inofensivo para los humanos. 